# Khalid Sjeik Mohammed

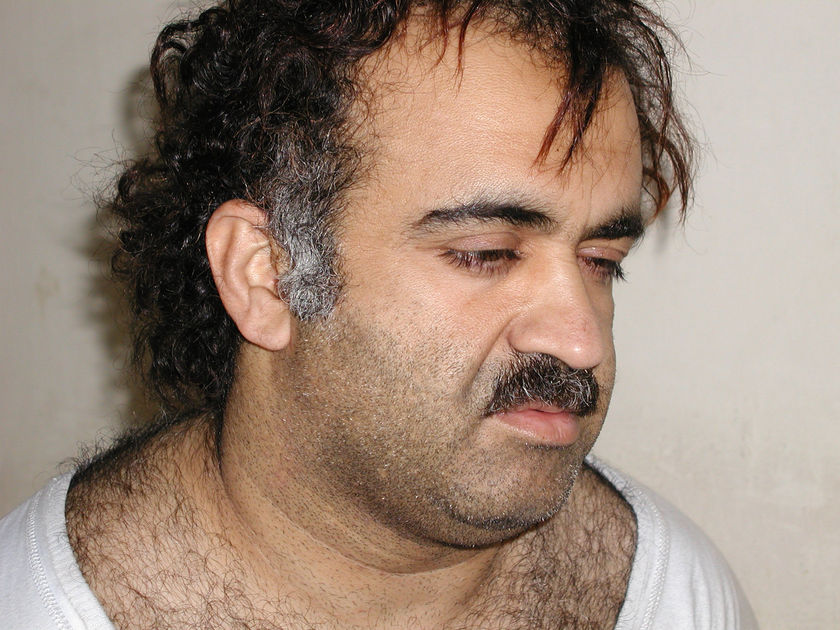
Mohammed na zijn gevangenname

Khalid Sjeik Mohammed (Arabisch: خالد شيخ محمد; Engelse spelling Khalid Sheikh Mohammed; 14 april 1965) is een Pakistaanse jihadi en lid van Al Qaida.
Hij werd vermoedelijk geboren op 14 april 1965, waarschijnlijk in Koeweit. Zijn ouders komen waarschijnlijk uit het Pakistaanse deel van Beloetsjistan. Hij groeide op in het Jalozai-vluchtelingenkamp op de Afghaans-Pakistaanse grens. Hij werd in maart 2003 gearresteerd in Rawalpindi. Hij werd uitgeleverd aan de Verenigde Staten en gedetineerd in Guantanamo Bay.

## Betrokkenheid bij terroristische aanslagen
Mohammed wordt gezien als operationeel leider en bedenker van de terroristische aanslagen van 11 september 2001 in New York. Hij zou in 1998 of 1999 toestemming van Osama bin Laden gekregen hebben voor zijn plan om met lijnvliegtuigen gebouwen in te vliegen.
Hij wordt ook gezien als het brein en de financier van een eerdere aanslag op het WTC in New York in februari 1993, met 5 doden. Een neef van hem, Ramzi Yousef, zit daarvoor een levenslange gevangenisstraf uit in de VS.
Mohammed wordt ook verantwoordelijk gehouden voor de bomaanslagen op Bali op 12 oktober 2002, waar 202 voornamelijk Australische toeristen omkwamen.
In 1994 reisde hij naar de Filipijnen om samen met zijn neef Ramzi Yousef het Bojinka-complot uit te voeren. Dat had als doel elf passagiersvliegtuigen tegelijkertijd op te blazen. Omdat er brand uitbrak in het appartement waar de bommen gemaakt werden, ontdekte de politie de bommen en werd het complot verijdeld. Er ging wel een testbom af tijdens Philippine Airlines-vlucht 434, waarbij een Japanse passagier omkwam. Het vliegtuig maakte ternauwernood een succesvolle noodlanding op een eiland in de Grote Oceaan.
In 2009 besloot Frankrijk Mohammed in absentia te berechten wegens betrokkenheid bij de aanslag op de El-Ghribasynagoge in Tunesië met 19 dodelijke slachtoffers. De zaak werd later uitgesteld.

## Ontvoering van journalist Daniel Pearl
Op 23 januari 2002 werd in Karachi de Amerikaanse journalist Daniel Pearl ontvoerd. Zijn lichaam werd op 21 februari teruggevonden. De Britse terrorist Omar Sjeik werd samen met drie andere mannen voor de moord veroordeeld.
De voormalig Pakistaanse president Pervez Musharraf schrijft in zijn boek In the Line of Fire, dat Khalid Sjeik Mohammed achter deze gruweldaad zat. De man zou dit hebben bekend voor zijn uitlevering aan de Verenigde Staten.